# 李鴻匪諜案
李鴻匪諜案，發生於1950年，隸屬孫立人新一軍的舊日部屬，包括李鴻中將與陳鳴人、彭克立、曾長雲等人在台灣遭逮捕，並指控為匪諜，遭到監禁的案件。這個案件一般被認為是由蔣中正授意進行，用以整肅孫立人勢力，因此也被視為是孫立人兵變案的前奏。這四個人在1950年時被拘捕訊問，但直到1955年孫立人兵變案爆發後才進行司法審判，遭判無期徒刑。但在1975年蔣中正過世後，台灣當局以減刑令分別減輕這四人的刑期，並陸續加以釋放。

## 事件經過
1946年，孫立人率新一軍抵達中國東北，與中國人民解放軍激戰，獲得很大勝利。1947年，杜聿明批評孫立人作戰不力，經蔣中正下令，解除其職務。此後國民政府在東北開始失利。
1948年，東北剿總副總司令官鄭洞國，指揮部隊鎮守長春，開始长春围困战。李鴻兼長春警備司令，率領新七軍。10月，李鴻得到傷寒，將指揮權交給副軍長史說。10月17日，曾澤生率六十軍，加入中共。19日，鄭洞國的第一兵團與新七軍投降中共，李鴻也隨之投降。
1949年1月，根據國民黨與中共的和約，國民黨被俘高級將領可以遣送回原籍，李鴻要求回家。6月，東北解送軍讓新一軍多名軍官返鄉，李鴻也因此回到湖南。
在獲得蔣中正同意後，孫立人派人至湖南，邀請李鴻及其他舊部屬至台灣。1950年5月，李鴻及其夫人馬真一經香港到達台灣。6月，蔣中正下令，兩人遭到逮捕審訊。稍後來到台灣的陳鳴人、彭克立、曾長雲，以及其他新一軍軍官潘德輝、胡道生、陳高揚、黎俊傑、吳頌揚、潘東初、孫蔚民、劉益福等17人陸續遭到逮捕。孫立人求見蔣中正，要求釋放其部屬，但遭蔣中正拒絕。
1951年3月，李鴻、陳鳴人、彭克立、曾長雲正式被認定為匪諜，其他人等則被認為是連坐的從犯。李鴻等人遭到軍情局刑求，希望由他們的證詞牽連到孫立人，但李鴻等人拒絕，極力強調孫立人無辜。
1955年，孫立人兵變案爆發，孫立人遭革職軟禁。李鴻等人正式被控告為匪諜。1958年李鴻、陳鳴人、彭克立、曾長雲4人被移押至桃園龍潭臥龍山莊囚禁。1968年7月，國防部正式寄送起訴書給李鴻，以匪諜罪起訴。1971年7月14日，宣判李鴻等人無期徒刑。
1975年，蔣中正過世，中華民國政府發布減刑令，李鴻等人在當年7月之後陸續被釋放。

## 外部連結
- 孫立人事件前奏---李鴻“匪諜”案始末[永久]